# Ibernice MacBean
Ibernice MacBean (Rotterdam, 23 juli 1970) is een Surinaams-Nederlandse zangeres en zangcoach.

## Leven en werk
Ibernice MacBean werd geboren in Nederland. Haar ouders zijn van Surinaamse afkomst. Ze studeerde af aan het conservatorium van Rotterdam. Na haar studie ging ze met Zap Mama op tournee door Europa.
MacBean is gastprofessor popzang aan het conservatorium van Hogeschool Gent. Als zangcoach begeleidt ze onder andere de deelnemers van The Voice van Vlaanderen en Stars for Life (2013). Van 2000 tot 2004 trok ze langs Nederlandse theaters met de Motown-theatersoulshow R.E.S.P.E.C.T.. In 2002 was ze een van drie achtergrondzangeressen waarmee Sergio & The Ladies  België vertegenwoordigde op het Eurovisiesongfestival. Ze heeft meermalen opgetreden als gastsoliste bij het Nationaal Orkest van België. Ze is achtergrondzangeres bij onder meer Paul Michiels. Ze is de leadzangeres van de Donna Summer-tributeband Hot Summer Stuff, waarmee ze op 23 april 2016 de Tribute award gewonnen heeft.
In 2013 bracht ze haar eerste solo-cd Little Black Curls uit met eigen arrangementen van 13 jazzstandards en popnummers. Met de ondertitel In a Movie State of Mind selecteerde ze enkele nummers die telkens aan een bekende film gerelateerd zijn.

## Trivia
- In 2004 speelde MacBean een kleine rol in de film Madame Jeanette.